# Славко Прегл
Славко Прегл (Љубљана, 1945) je словеначки књижевник, приповедач, баснописац, издавач и уредник. Пише кратку прозу за омладину и одрасле. Објављује прозна дела, басне, сатиричне и хумористичке текстове, популарнонаучна дела. Од 2005. до 2007. био је потпредседник Друштва словеначких писаца, а од краја 2007. председник. Тренутно је директор Јавне агенције за књигу Републике Словеније. Године 1972. добио је Сребрну чивију на југословенском фестивалу хумора и сатире у Шапцу, а 1973. Трећу награду на југословенском конкурсу „Радоје Домановић“ у Београду. Године 1978. добио Лестикову награду, године 2003. Grand Prix Aleko у Софији на међународном конкурсу за сатиру, 2004. Вечерницу за књигу „Сребро из плаве шпиље“.